# آنانس
آنانِس (یونانی: Ανάνες) (گاهی صخره‌های آنانس نامیده می‌شود) یک گروه از هفت جزیره کوچک غیر مسکونی است در دریای اژه یونان، در پیرامون گروه جزایر کیکلادس. جزیره‌های آنانس از جنوب غربی تا شمال به شکل هلالی چیده شده‌اند و جنوب غربی‌ترین جزایر کیکلادس را تشکیل می‌دهند. نزدیکترین جزیره به آن‌ها میلوس و آنتیمیلوس از سمت شمال شرق و فالکونرا از سوی شمال غرب است.
این جزایر، به همراه دو جزیره نزدیک به نام‌های ولوپولا و فالکونرا که آن‌ها هم خالی از سکنه هستند، جزو مناطق حفاظت شده تحت شبکه Natura 2000 هستند.
بزرگ‌ترین جزیره در گروه آنانس بیش از نیمی از کل مساحت این گروه را شامل می‌شود. مساحت آن ۰٫۰۹۶ کیلومتر مربع (۰٫۰۳۷ مایل مربع) است. دو جزیره بزرگ دیگر به ترتیب ۰٫۰۱۸ کیلومتر مربع (۰٫۰۰۶۹ مایل مربع) و ۰٫۰۱۱ کیلومتر مربع (۰٫۰۰۴۲ مایل مربع) مساحت دارند. چهار جزیره و صخره باقی‌مانده نیز جمعاً ۲٬۴۰۰ متر مربع (۰٫۵۹ جریب فرنگی) هستند.